# ドリトル先生のサーカス
『ドリトル先生のサーカス』（ドリトルせんせいのサーカス、Doctor Dolittle's Circus）は、ヒュー・ロフティングにより1924年に発表されたイギリス（最初の刊行はアメリカ合衆国）の児童文学作品。

## 概要
ドリトル先生シリーズの第4作。出版順は4番目であるが、序盤の経緯説明では第1作『アフリカゆき』の終盤にアフリカから連れて帰った2つ頭の有蹄類・オシツオサレツを観賞させて一財産を築くまでのくだりを詳述したのが本作と第6作『キャラバン』であるようにも取れる反面、前巻『郵便局』の船上郵便局や雑誌『北極マンスリー』の話題が出たり『郵便局』で先生が「わからない」と言っていた妹・サラの嫁ぎ先が本作で明らかになるなど単純に「時系列上は第2編」ないし「第3編」とは言い切れない。2012年に新訳版を刊行した河合祥一郎は訳者あとがきにおいて、前述の描写や『郵便局』第4部4章におけるダブダブの発言を根拠に挙げて時系列上は本作を『郵便局』の後と見るのが妥当としつつも、本作の冒頭における『アフリカゆき』から直に続いているかのような描写についてはロフティングの勘違いか、そうでなければ読者を混乱させる為にわざとアナクロニズム的な手法を用いたのではないかと分析している。
本作においても前巻『郵便局』と同様、三人称文体が使用されている。

## あらすじ
ドリトル先生たちはアフリカへの航海を終え、久々に沼のほとりのパドルビーへ帰還する。しかし、先の航海へ出る為に借りた船を旅の途中で壊してしまったので、猿の間に蔓延した伝染病を治療したお礼に先生へ寄贈された世にも珍しい2つ頭の有蹄類・オシツオサレツを人々に観賞させてその収益で借主に船を弁償することになった。
オシツオサレツを観賞させようにもサーカスに全く知り合いのいない先生は猫肉屋のマシュー・マグに相談する。ちょうど、パドルビーの近くに在るグリムブルドンの町でブロッサム・サーカスが興行していることを聞いた先生は早速、団長のブロッサムと交渉しオシツオサレツの観賞料を先生とブロッサムで折半することで合意した。しかし、先生はサーカス団の巡回動物園が不潔で動物の健康管理が全く行き届いていないことや詐欺紛いの見世物が横行していることに不満を抱き、動物達の期待をよそにオシツオサレツが船の弁償費用を稼いだら早々にサーカスへの帯同を切り上げたいと考えるようになった。そんな折、先生は病気の為にサーカス団を一時的に離脱していたアラスカ生まれの雌オットセイ・ソフィーと知り合い、夫が自分と引き離されて塞ぎ込んでいるという知らせを受けアラスカへ帰りたいと言うソフィーを海へ逃がすことを約束する。
病気の婦人に見せかけるため服を着せるなどしたソフィーを連れての苦難に満ちた逃避行、しかもソフィーを崖から海に放したところを「女性を崖から捨てた」と勘違いされ殺人容疑で一時拘束されるなどの苦難を終えて先生は再びサーカス団に合流するが、偽薬を売っていた自称・医学博士のブラウンを追放した際の騒動で、ストーベリーの町長からサーカス団に興行中止命令が下されたことに怒りを爆発させたブロッサムは先生をサーカス団から追い出そうとした。しかし、演技中の事故後に先生に診察してもらってから先生に恩義を感じている怪力自慢のヘラクレスが先生を擁護し、先生を追い出したら自分を始め甥のブランコ曲芸師、その友人の道化師などの芸人みんながサーカス団を出て行くだろうと言ったので、遂にブロッサムは折れて先生が要求していた巡回動物園の待遇改善などの諸条件を受け入れる。こうしてサーカス団はようやく次の町に到着する。主要演目であった「しゃべる馬」のニーノが病気になってしまうが、先生が申し出て年老いた馬車引き馬のベッポーをニーノの代役に立て「しゃべる馬」の演目は大成功を収めた。
「しゃべる馬のニーノ」の成功でイギリス第2の都市・マンチェスターに在る円形劇場からサーカス団の誘致を打診され、明るい展望が開けたと思ったのも束の間。ある雨の日、ブロッサムは多額の興行収入を横領、女芸人のファティマなど自分につく者達と共に、他の団員を置き去りにして逃げさった。この事態に残されたサーカス団員は人間・動物を問わず全員一致でドリトル先生を新しい団長に選出し、ブロッサム・サーカスはドリトル・サーカスに衣替えして新たなスタートを切るのであった。

### パドルビーのパントマイム（だんまり芝居）
ドリトル家の動物やサーカス団の飼い犬がマンチェスターでの興行に際し、自主的に練り上げた演目。台詞を用いないパントマイム形式の演劇で、人物や設定はイタリア発祥の即興劇であるコンメディア・デッラルテ（伊: Commedia dell'arte）が基になっている。主な配役は以下の通り。
- ハーレクイン（アルレッキーノ） - トビー
- コロンバイン（コロンビーナ） - ダブダブ
- パンタルーン（パンタローネ） - ガブガブ
- 警官[4] - スイズル
- ピエロ（ペドロリーノ） - ジップ

## 日本語版
1952年に岩波少年文庫の1冊として刊行されて以降、長らく岩波書店版が唯一の全文日本語訳であったが2012年3月に角川つばさ文庫より新訳版が刊行された。
- ヒュー・ロフティング、訳：井伏鱒二『ドリトル先生のサーカス』 岩波書店
  - 岩波少年文庫 1952年1月15日初版、1978年・2000年改版 ISBN 978-4-001-14024-8
  - 愛蔵版〈ドリトル先生物語全集〉第4巻 1962年2月13日初版 ISBN 978-4-001-15004-9
- 『新訳 ドリトル先生のサーカス』（角川つばさ文庫 編集・発行：アスキー・メディアワークス）

訳：河合祥一郎 画：patty 2012年3月15日初版 ISBN 978-4-04-631194-8

## 雑記
先生が「ロシア帝国のパフタップスキー元帥」に扮してベッポーと共に「しゃべる馬のニーノ」の演目に出演した際のマシュー・マグの口上では、先生扮する元帥は「大抵の言語を理解するが日本語は解さない」と紹介されている。本作の時代設定である1830年代の日本が江戸幕府（11代将軍・徳川家斉から12代・家慶の治世）の方針により鎖国中である状況を反映したものと解されるが、南條竹則はロフティングがカトリック信徒であることを指摘し、島原の乱に代表されるキリシタン弾圧が大々的に行われた地である日本に「殉教の国」として良い印象を抱いていなかったのではないかとの説を提示している。